# آنتون کرسیچ
آنتون کرسیچ (انگلیسی: Anton Krešić؛ زادهٔ ۲۹ ژانویهٔ ۱۹۹۶) بازیکن فوتبال اهل کرواسی است.
از باشگاه‌هایی که در آن بازی کرده‌است می‌توان به باشگاه فوتبال کرمونزه اشاره کرد.
وی همچنین در تیم‌های ملی فوتبال Croatia national under-15 football team, Croatia national under-16 football team, Croatia national under-17 football team، و Croatia national under-19 football team بازی کرده‌است.